# They Shot the Piano Player
They Shot the Piano Player (im Spanischen auch Dispararon Al Pianista) ist ein Animationsfilm der spanischen Regisseure Fernando Trueba und Javier Mariscal. Der Film ist eine Hommage an den jungen brasilianischen Klaviervirtuosen Francisco Tenório Júnior und ist im Stile eines Dokumentarfilms in einem fiktiven Kontext gestaltet. Eine erste Vorstellung der Koproduktion von Spanien und Frankreich erfolgte im September 2023 beim Toronto International Film Festival.  Im Januar 2024 kam They Shot the Piano Player in die französischen Kinos.

## Handlung
Im Jahr 2010. Der New Yorker Musikjournalist Jeff Harris versucht, die Wahrheit über das Verschwinden des jungen, brasilianischen Klaviervirtuosen Francisco Tenório Júnior in Argentinien ans Licht zu bringen. Nach einem Artikel über Bossa Nova im New Yorker hat er die Idee, ein Buch zu diesem Thema zu schreiben. Er besucht die Orte, an denen Tenorio lebte, reist unter anderem nach Rio de Janeiro, interviewt diejenigen, die ihn kannten, und entdeckt gleichzeitig eine brodelnde südamerikanische Musikszene, einen Ort der Freude und Freiheit, den die Diktatoren zerstören wollten.

## Produktion

### Regie und Drehbuch
Regie führten die Spanier Javier Mariscal und Fernando Trueba. Ihr gemeinsamer Animationsfilm Chico & Rita von 2010 erhielt bei der Oscarverleihung 2012 eine Nominierung. Auch in Chico & Rita widmeten sie sich einem musikalischen Thema. Der Film handelt von einem in die Jahre gekommenen kubanischen Jazzpianisten, der zufällig seinen vor über 60 Jahren selbst komponierten Song im Radio hört. Trueba schrieb auch das Drehbuch für They Shot the Piano Player. Er war auch am Drehbuch seiner 1994 mit dem Oscar als Bester fremdsprachiger Film ausgezeichneten Tragikomödie Belle Epoque beteiligt, bei der er Regie führte.

### Sprecher und Stimmen

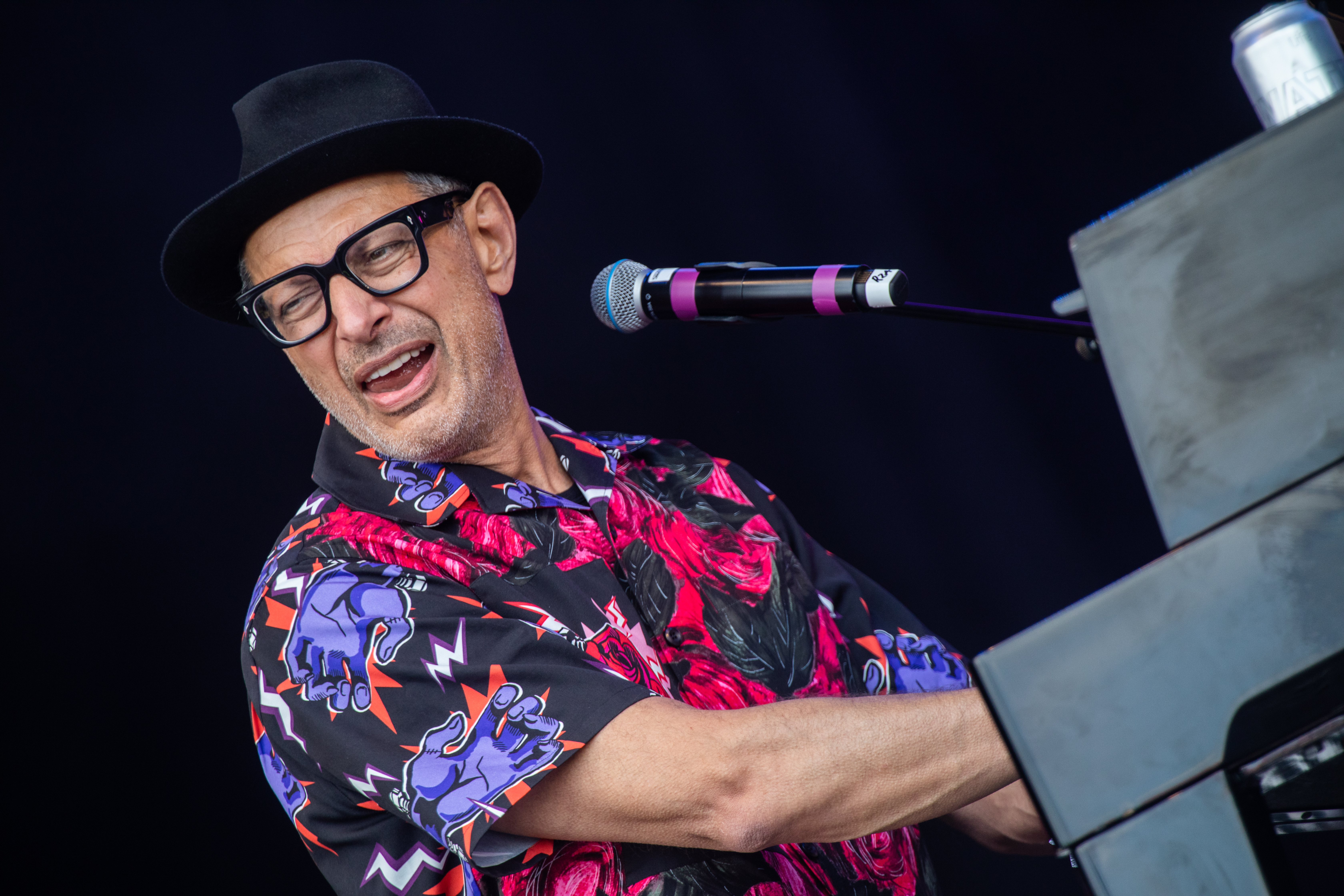
Jeff Goldblum spricht den Musikjournalisten Jeff Harris

Der US-Amerikaner Jeff Goldblum spricht den Musikjournalisten Jeff Harris. Er selbst ist auch Musiker und tritt als Jazzpianist auf. Goldblum war bereits in Truebas Film El sueño del mono loco von 1989 zu sehen. Die anderen Figuren werden von dem brasilianischen Sänger, Komponisten und Liedermacher Caetano Veloso und dem brasilianischen Musiker und einem der Begründer des Tropicalismo Gilberto Gil gesprochen.
Zudem verwendet der Film Originalaufnahmen der Stimmen von Vinicius de Moraes, Eduardo Luis Duhalde, João Gilberto, Ferreira Gullar und Nano Herrera.

### Veröffentlichung
Im Juni 2022 wurde der Film einem Fachpublikum work-in-progress beim Festival d’Animation Annecy vorgestellt. Eine erste öffentliche Vorstellung fand am 8. September 2023 beim Toronto International Film Festival statt. Ende September 2023 wurde er beim Calgary International Film Festival gezeigt. Ende September, Anfang Oktober 2023 wurde er beim Zurich Film Festival gezeigt. Der Kinostart von They Shot the Piano Player in Spanien, hier unter dem Titel Dispararon Al Pianista, erfolgte am 6. Oktober 2023. Ebenfalls im Oktober 2023 wurde der Film beim Vancouver International Film Festival, beim Chicago International Film Festival, beim London Film Festival und beim Rome Film Fest gezeigt. Im Januar 2024 wurde er beim Palm Springs International Film Festival vorgestellt. Ebenfalls im Januar 2024 kam der Film in die französischen Kinos. Ende Januar, Anfang Februar 2024 wurde er beim Göteborg Film Festival gezeigt und im März 2024 beim Dokumentarfilmfestival CPH:DOX.

## Rezeption

### Kritiken
Bei Rotten Tomatoes sind 78 Prozent der erfassten Kritiken Prozent positiv. Bei Metacritic erhielt der Film einen Metascore von 74 von 100 möglichen Punkten.

### Auszeichnungen
Cinema Eye Honors Awards 2023
- Nominierung in der Kategorie Visual Design (Juan Carlos Concha Riveros, Carlos León Sancha und Marcello Quintanilha)[17]

Europäischer Filmpreis 2024
- Nominierung als Bester Film
- Nominierung als Bester Animationsfilm[18]

Goya 2024
- Nominierung als Bester Animationsfilm

Palm Springs International Film Festival 2024
- Nominierung für den Documentary Award[19]